# Můj malý podnik
Můj malý podnik (v originále Ma petite entreprise) je francouzský hraný film z roku 1999, který režíroval Pierre Jolivet podle vlastního scénáře. Snímek měl světovou premiéru dne 1. září 1999.

## Děj
Ivan má malou truhlářskou firmu. Když jeho dílnu zničí požár, obrátí se na svého pojišťovacího makléře. Ten ale se svým komplicem provádí pojistné podvody a falšuje smlouvy. Jenže tentokrát je tu problém, jeho komplic právě zemřel. Ivan je připravený udělat cokoli, aby zachránil svůj podnik a neváhá použít i nezákonné prostředky.

## Obsazení
| Vincent Lindon     | Ivan Lansi                               |
| François Berléand  | Maxime Nassieff, pojišťovací makléř      |
| Zabou Breitman     | Nathalie, Ivanova bývalá žena            |
| Roschdy Zem        | Sami, přítel Nathalie                    |
| Albert Dray        | Charles                                  |
| Catherine Mouchet  | Lucie, Maximova sekretářka               |
| Françoise Sage     | Catherine                                |
| Pascal Leguennec   | Louis                                    |
| Catherine Davenier | Marthe, Ivanova sekretářka               |
| Yoann Denaive      | Christophe Lansi                         |
| Lokman Nalcakan    | Ludo                                     |
| Anne Le Ny         | paní Chastaing, inspektorka z pojišťovny |
| Benjamin Alazraki  | Benjamin, stážista                       |
| Catherine Mendez   | Sylvie                                   |
| Simon Monceau      | kontrolor                                |
| Rosine Cadoret     | Martine Passereau                        |
| Martin Bourboulon  | mladík                                   |
| Jacqueline Vicaire | žena                                     |
| Fabienne Mai       | správce                                  |
| Sabine Parra       | hosteska                                 |
| Pierre Jolivet     | policista                                |
| Simon Michaël      | policista                                |
| Philippe Cura      | doručovatel                              |
| Yvan Valensi       | muž v bistru                             |

## Ocenění
- César: nejlepší herec ve vedlejší roli (François Berléand)
- Filmový festival v Montrealu: nejlepší scénář
- Étoile d'or du cinéma français